# Бакштаг (курс)

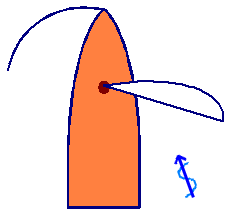
Повний бакштаг правого галса

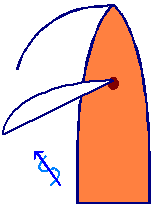
Крутий бакштаг правого галса

Бакшта́г (нід. bakstagwind, букв. — «вітер бакштага») — курс відносно вітру, який утворює з напрямком вітру кут більший ніж 8, але менший ніж 16 румбів — вітер відносно корабля дме ззаду і збоку.
Розрізняють повний бакштаг, при якому кут перевищує 135° градусів (ближче до фордевінду), і крутий бакштаг 135° — 90° (ближчий до галфвінду). Зазвичай на цьому курсі вітрильник розвиває найбільшу швидкість. Курсом бакштаг вітрило працює під великим кутом атаки. При цьому тиск вітру відіграє головну роль у створенні тяги вітрила. Сила дрейфу практично відсутня.
При ході в бакштаг виконується поворот через фордевінд: правий бакштаг змінюється на лівий або навпаки, а судно описує дугу кола від 20 до 28 румбів.